# Parc de la Paix de Nagasaki
Le parc de la Paix de Nagasaki (平和公園, Heiwa kōen) est un parc situé à Nagasaki, au Japon, conçu afin de commémorer le bombardement atomique de la ville le 9 août 1945 pendant la Seconde Guerre mondiale.
Il se trouve à côté du musée de la bombe atomique et à proximité du Mémorial national de la paix pour les victimes de la bombe atomique[réf. nécessaire].

## Histoire
Établi en 1955 près de l'hypocentre de l'explosion, les vestiges d'un mur en béton de la cathédrale d'Urakami (cathédrale de l'Immaculée-Conception) sont encore visibles. La cathédrale d'Urakami était à l'époque la plus grande église d'Asie de l'Est. À l'extrémité nord du parc se trouve la statue de la paix de 10 mètres de haut créée par le sculpteur Seibō Kitamura de la préfecture de Nagasaki. La main droite de la statue pointe vers la menace des armes nucléaires tandis que la main gauche tendue symbolise la paix éternelle. Le visage doux symbolise la grâce divine et les yeux doucement fermés offrent une prière pour le repos des âmes des victimes de la bombe. La jambe droite pliée et la jambe gauche tendue signifient à la fois la méditation et l'initiative de se lever et de sauver les peuples du monde. La statue représente un mélange d'art, de religion et d'idéologie occidentaux et orientaux. Devant la statue est installée une voûte en marbre noir contenant les noms des victimes et des survivants de la bombe atomique décédés les années suivantes.
Une plaque près de la statue de la paix, intitulée Mots du sculpteur porte le texte suivant : 
Après avoir vécu cette guerre cauchemardesque, 

ce carnage sanglant,   

cette horreur insupportable, 

Qui pourrait partir sans prier pour la paix ? 

Cette statue a été créée comme un panneau dans le  

lutte pour l'harmonie mondiale.  

Debout dix mètres de haut, 

il transmet la profondeur de la connaissance et 

la beauté de la santé et de la virilité. 

La main droite montre la bombe atomique, 

la main gauche indique la paix, 

et le visage prie profondément pour les victimes de la guerre. 

Transcender les barrières de la race 

et évoquant les qualités de Bouddha et de Dieu, 

c'est un symbole de la plus grande détermination

jamais connu dans l'histoire de Nagasaki 

et la plus haute espérance de toute l'humanité.

## Plaque commémorative
Une plaque située à l'hypocentre voisin donne le récit suivant et les statistiques des dégâts causés ce jour-là.

« À 11 h 02, le 9 août 1945, une bombe atomique explose à 500 mètres au-dessus de cet endroit. Le monolithe de pierre noire marque l'hypocentre. 
Les vents violents, les rayons de chaleur atteignant plusieurs milliers de degrés et les radiations mortelles générées par l'explosion ont écrasé, brûlé et tué tout ce qui était en vue et réduit toute cette zone à un champ stérile de gravats. 
Environ un tiers de la ville de Nagasaki a été détruit et 150 000 personnes ont été tuées ou blessées et il a été dit à l'époque que cette zone serait dépourvue de végétation pendant 75 ans. Maintenant, l'hypocentre reste un parc international de la paix et un symbole de l'aspiration à l'harmonie mondiale. »

## Cérémonie commémorative de la paix

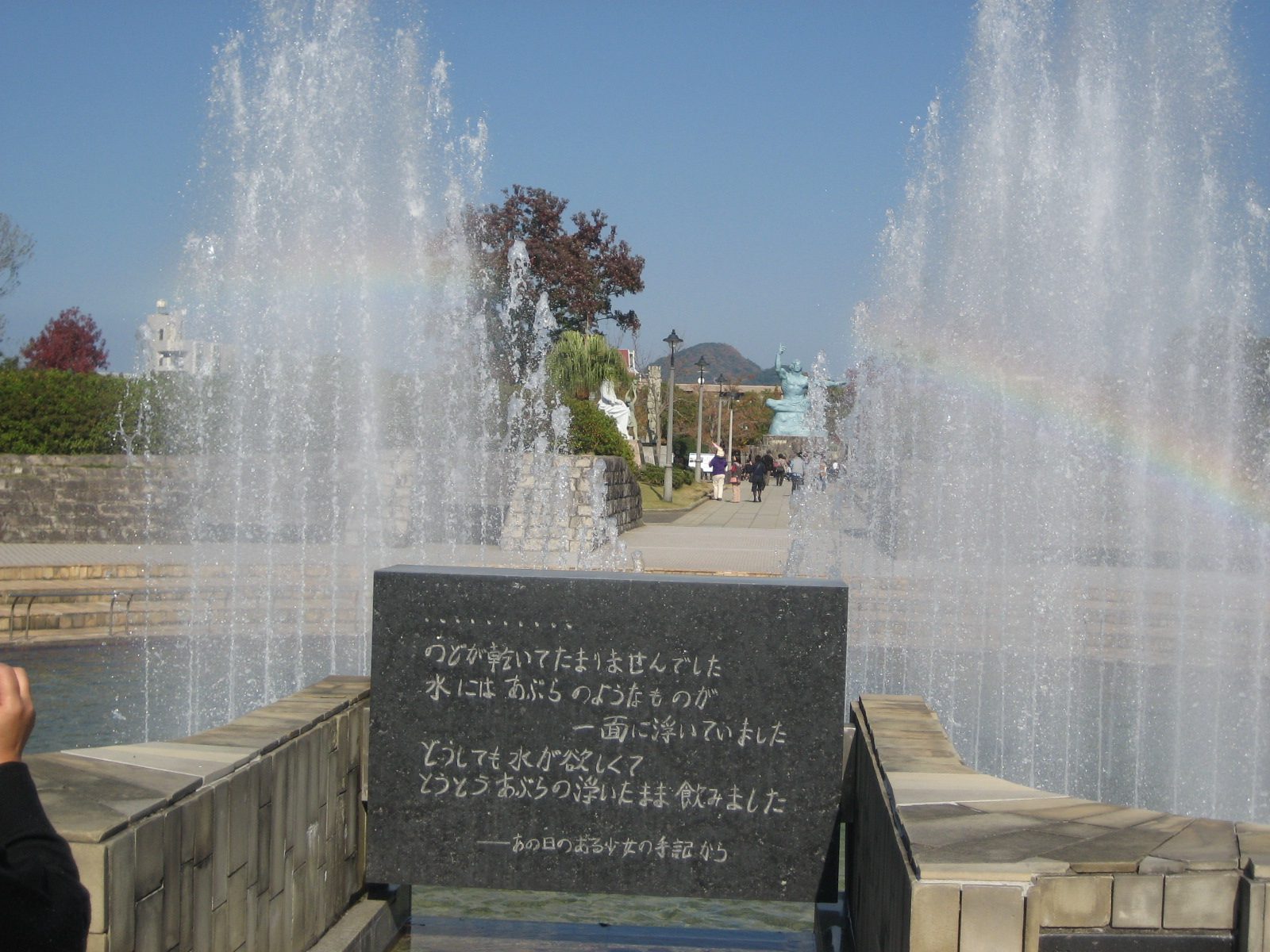
La Fontaine de la paix dans le parc de la Paix avec la statue de la Paix en arrière-plan.

Chaque année, le 9 août, jour anniversaire du bombardement atomique, une cérémonie commémorative de la paix a lieu devant la statue et le maire de Nagasaki délivre une déclaration de paix au monde.
À l'extrémité sud du parc se trouve la "Fontaine de la Paix", construite en août 1969, comme une prière pour le repos des âmes des nombreuses victimes de la bombe atomique qui sont mortes à la recherche d'eau, et comme un dévouement à la paix mondiale. Des vers extraits d'un poème de Sachiko Yamaguchi, une fillette qui avait neuf ans au moment de l'explosion de la bombe, sont gravées sur une plaque de pierre noire devant la fontaine : « J'avais soif au-delà de l'endurance. Il y avait quelque chose d'huileux à la surface de l'eau, mais j'avais tellement envie d'eau que je l'ai bue telle quelle ».

## Zone des symboles de la paix
En 1978, la ville de Nagasaki a créé une « zone des symboles de la paix » des deux côtés du parc et a invité des dons de monuments de pays du monde entier. Les monuments suivants peuvent être vus dans le parc :
- Relief of Friendship, de Porto, Portugal (ville sœur de Nagasaki), 1978 ; « Hommage de la ville de Porto aux victimes atomiques de la ville sœur de Nagasaki - novembre 1978 ».
- Joie de vivre, de Tchécoslovaquie, (offert à Nagasaki en 1980). La statue de bronze de 260 cm de hauteur a été réalisée par le sculpteur tchèque Jan Hána (cs) (1927–1994) en 1975 ; « Elle montre une mère jubilatoire soulevant son bébé dans ses bras »[2]..
- Un appel, de Bulgarie, 1980 ; « La sculpture symbolise la lutte de la jeunesse à la recherche de la paix et de l'harmonie, montrant une femme les bras tendus »
- Monument de l'amitié des peuples, de l'ex-République démocratique allemande, 1981 ; « La sculpture symbolise les efforts pour la paix et un avenir heureux de l'humanité, pour l'amitié entre les peuples ».
- Protection of Our Future, de la ville de Middelburg, Pays-Bas (ville jumelle de Nagasaki), 1983 ; « La statue montre une mère protégeant son enfant en bas âge du danger, ce qui signifie que nous devons protéger non seulement la génération actuelle mais aussi la génération à venir afin que les peuples du monde puissent vivre ensemble en paix ».
- Statue de la paix, de l'ex-Union des républiques socialistes soviétiques, 1985 ; « Elle montre une mère tenant son enfant en bas âge comme une expression d'amour et de paix ».
- Vierge de la Paix, de la République populaire de Chine, 1985 ; « Elle exprime l'aspiration sincère du peuple chinois à l'amour humain et à l'amitié éternelle entre le Japon et la République populaire de Chine ».
- Fleur d'amour et de paix, de Pologne, 1986 ; « Comme un phénix qui renaît de ses cendres, comme une fleur qui pousse dans la pierre, l'humanité affirme son existence lorsque la paix règne sur la Terre ».
- Hymne à la vie, de la ville de Pistoia, Italie, 1987 ; « La statue, qui représente une mère tenant son bébé en l'air à deux mains, est une expression d'amour et de paix ».
- Grue solaire de la paix, de la République de Cuba, 1988 ; « Les visages des victimes de la bombe atomique contenus dans le soleil forment une grue en papier et symbolisent l'importance vitale de la paix ».
- Monument de la paix, de Santos, Brésil (ville jumelle de Nagasaki), 1988 ; « Il est conservé ici comme une expression de l'aspiration à la paix mondiale perpétuelle embrassée par le peuple brésilien ».
- Infinity d'Ankara, République de Turquie, 1991 ; « La figure d'un homme et d'une femme joints main dans la main symbolise la paix et l'harmonie entre l'ensemble de la race humaine ».
- Constellation Earth, de Saint Paul (Minnesota), États-Unis (ville sœur de Nagasaki), 1992 ; « Les sept figures humaines représentent des continents. L'interdépendance des personnages symbolise la paix et la solidarité mondiales ».
- Triomphe de la paix sur la guerre, de San Isidro (Buenos Aires), Argentine, 1996 ; « Les parties de la sculpture autres que la sphère rouge symbolisent le chaos et la mort de la guerre, tandis que la sphère rouge au sommet signifie le triomphe ultime de la vie ».
- Cloak of Peace (Te Korowai Rangimarie), par Kingsley Baird de Nouvelle-Zélande, 2006 ; « La statue symbolise la consolation, la protection et la solidarité. Il exprime également l'ambivalence, reflétant des interprétations contradictoires d'événements historiques ».
- Tree of Life : Gift of Peace (Punu Wankalpainya : Kalypa Nyinanytjaku) d'Australie, dévoilé le 18 avril 2016 ; la sculpture d'un arbre en bronze berçant un piti (plat) de cérémonie trouve son origine dans les communautés Anangu de Yalata et Oak Valley/Maralinga en Australie-Méridionale. Le texte est en pitjantjatjara, en japonais et en anglais : « L'arbre donne la vie pour faire le piti (plat) qui est utilisé pour transporter de la nourriture, de l'eau et des bébés. Il représente le partage des ressources entre les familles, les communautés et les nations pour la paix et l'harmonie ». La sculpture reconnaît également les survivants atomiques du monde entier.
- Monument à la mémoire des victimes chinoises du bombardement atomique
- Monument aux victimes atomiques coréennes

Le monument aux victimes atomiques coréennes est situé dans le parc de la paix de Nagasaki. Au moment du bombardement atomique de Nagasaki, de nombreuses personnes de nationalités autres que japonaises vivaient dans la région. Il y avait environ 12 000 à 14 000 Coréens vivant à Nagasaki pendant le bombardement. On pense que jusqu'à 2 000 d'entre eux sont morts à cause de la bombe atomique. À l'époque, bon nombre de ces Coréens étaient utilisés comme travailleurs forcés dans le cadre de l'effort de guerre japonais. Ce monument commémore les victimes coréennes et sert de message demandant la paix dans le monde, l'abolition des armes nucléaires et une réunification pacifique de la nation coréenne. Le Monument aux victimes atomiques coréennes a été inauguré le 9 août 1979.

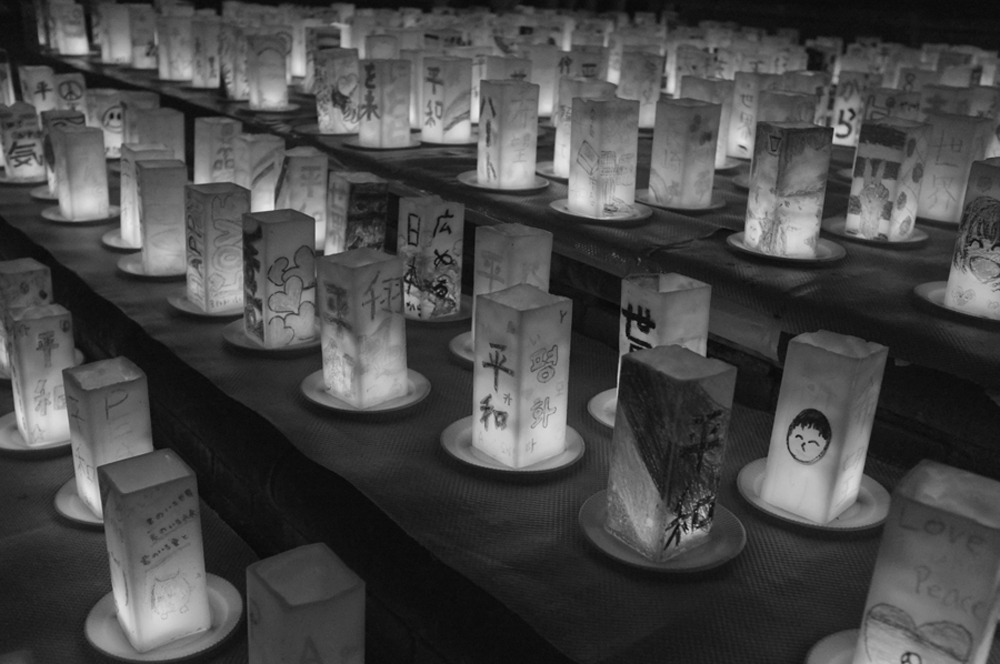
67e anniversaire de l'attaque à la bombe atomique sur Nagasaki, 2014
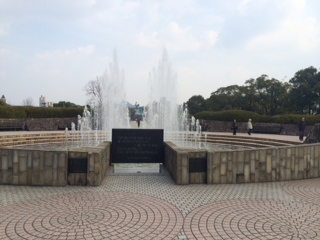
Vue lointaine de la statue de la Paix
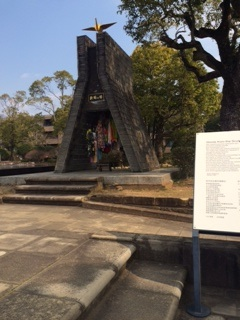
Sculptures latérales avec des grues japonaises
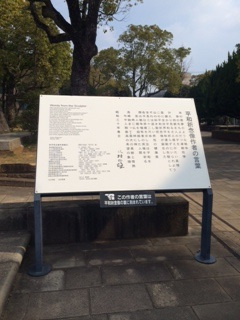
Notes du sculpteur et description de la sculpture